# Elezioni presidenziali in Kirghizistan del 2017
Le elezioni presidenziali in Kirghizistan del 2017 si tennero il 15 ottobre.

## Risultati
| Candidati            | Partiti                                    | Voti      | %     |
| -------------------- | ------------------------------------------ | --------- | ----- |
| Sooronbay Jeenbekov  | Partito Socialdemocratico del Kirghizistan | 920 620   | 54,67 |
| Өmürbek Babanov      | Indipendente                               | 568 665   | 33,77 |
| Adakhan Madumarov    | Kirghizistan Unito                         | 110 284   | 6,55  |
| Temir Sariev         | Akshumar                                   | 43 311    | 2,57  |
| Taalatbek Masadykov  | Indipendente                               | 10 803    | 0,64  |
| Ulukbek Kochkorov    | Indipendente                               | 8 498     | 0,50  |
| Azimbek Beknazarov   | Indipendente                               | 2 743     | 0,16  |
| Arstanbek Abdyldayev | Indipendente                               | 2 015     | 0,12  |
| Arslanbek Maliyev    | Indipendente                               | 1 621     | 0,10  |
| Ernis Zarlykov       | Indipendente                               | 1 554     | 0,09  |
| Toktaiym Umetalieva  | Indipendente                               | 1 473     | 0,09  |
| Nessun candidato     | -                                          | 12 371    | 0,73  |
| Totale               | Totale                                     | 1 683 958 | 100   |